# Vlaamse Wijngilde
De Vlaamse Wijngilde is een Belgische vereniging van wijnproevers, actief in Vlaanderen en Brussel.
De vereniging werd opgericht op 12 november 1971 als een vereniging zonder winstoogmerk. De vereniging ontplooit haar activiteiten niet-commercieel, uitsluitend met vrijwilligers en heeft geen personeel en geen bezoldigde mandaten.
De vereniging heeft 40 lokale afdelingen, ook "commanderijen" genoemd. De commanderijen werken volgens gemeenschappelijke regels, maar bepalen verder autonoom hun programma. Er is een bestuur dat enerzijds zorgt voor samenhang tussen de afdelingen en anderzijds voor de organisatie van wijnevenementen op grotere schaal.
De vereniging organiseert voor haar leden wijnproeven, blindproefwedstrijden, wijnreizen, proef- en debatgelegenheden onder de naam Vinoforum, en een jaarlijks feest waar gastronomie en wijn rond een thema worden samengebracht.
De Vlaamse Wijngilde publiceert —uitsluitend voor haar leden— het wijntijdschrift Ken Wijn-magazine. Tweemaal per jaar wordt er gepubliceerd: een eerste keer in juni, een tweede editie in december. De artikels zijn van de hand van de leden van de vereniging. Een redactieraad zorgt voor een professionele afwerking.